# 스파이크 밀리건

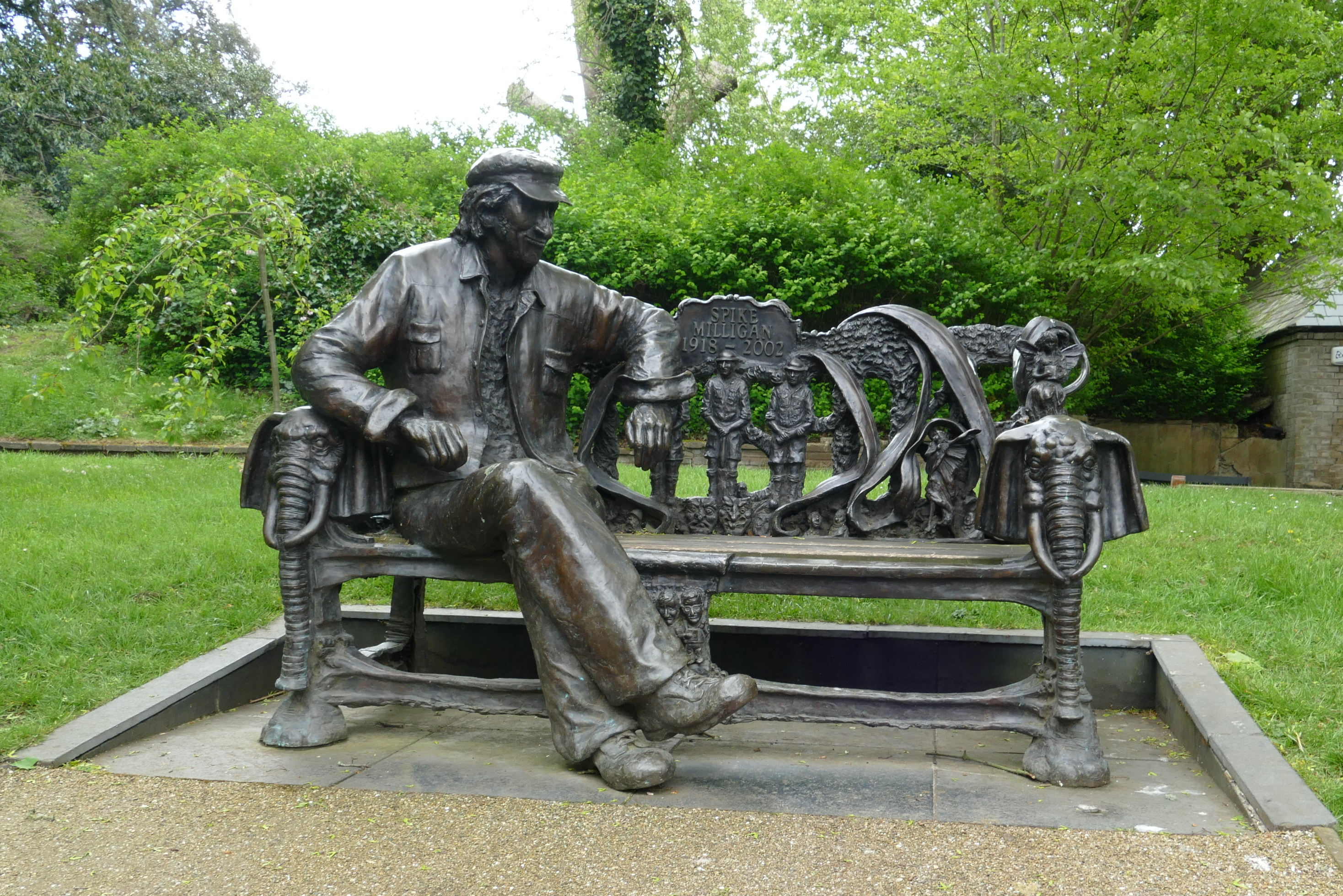

스파이크 밀리건(Terence Alan Milligan, 1918년 4월 16일 ~ 2002년 2월 27일)은 아일랜드의 각본가, 작가, 희극 배우, 저널리스트, 연극 배우, 영화배우, 시인, 배우, 음악가, 텔레비전 배우이다.
아마드나가르에서 태어났으며 라이에서 사망하였다. 사인은 신부전이다.  서식스에 매장되었다.

## 영화
- 고스트 오브 피터 셀러스 (2018년) - 본인 역
- 헐리웃과 맞장뜨기: 호주 B무비의 세계 (2008년)
- 붉은 해적단 (1983년)
- 세계사 (1981년)
- 라이프 오브 브라이언 (1979년)
- 배스커빌가의 개 (1978년)
- 로스트 인 더 와일드 (1976년)
- 사총사 (1975년)
- 디그비, 더 비기스트 도그 인 더 월드 (1973년)
- 삼총사 (1973년)
- 이상한 나라의 앨리스 (1972년)
- 인베이전 쿼텟 (1961년)